# Estació humida

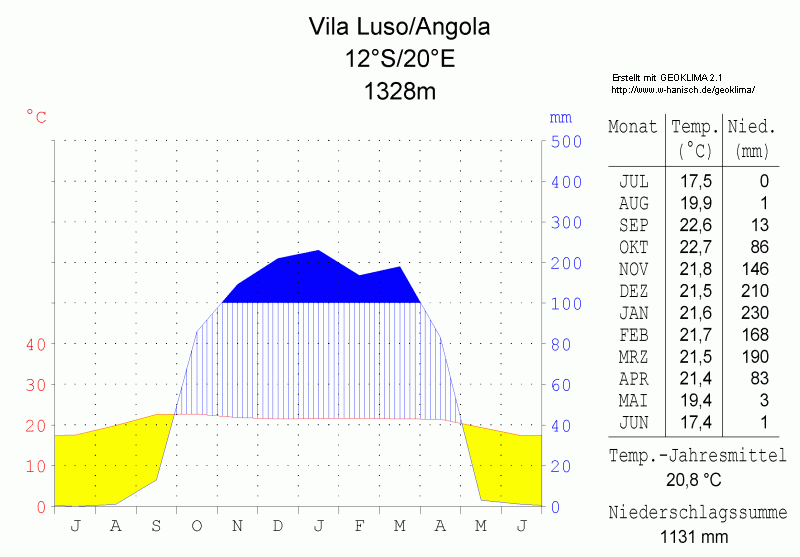
A Vila Luso (Angola), l'estació humida està marcada en blau

L'estació humida, o estació de les pluges, és l'època de l'any, abastant un o més mesos, quan a un lloc determinat, hi cau la majoria de la precipitació anual.
De vegades s'utilitza el terme estació verda amb finalitats més aviat turístiques. Les zones amb estacions humides es troben disperses pels climes tropicals i subtropicals. En contrast amb les zones de clima de sabana i monsònics o mediterranis (on l'estació seca és a l'estiu i la humida pot ser l'hivern la primavera o la tardor) als climes equatorials de la selva plujosa no hi ha una estació humida sinó que la pluja es reparteix de forma gairebé uniforme durant tot l'any. En algunes zones amb una estació humida molt pronunciada hi pot haver una baixada de la precipitació cap a la meitat de l'estació quan la zona de convergència intertropical o el monsó es desplacen durant la meitat de l'estació càlida.
Quan l'estació humida ocorre en l'estació càlida (o estiu) la precipitació cau principalment durant el final de la tarda i el vespre. Durant l'estació humida millora la qualitat de l'aire, de les aigües i creixen significativament les plantes. Al final de l'estació hi ha aleshores les collites. Hi pot haver inundacions i desbordament de rius. Alguns animals es desplacen a les terres altes. Els nutrients del sòl disminueixen i l'erosió augmenta. La incidència de la malària s'incrementa en els llocs on l'augment de la humitat coincideix amb les altes temperatures. La prèvia estació seca fa que els aliments escassegin en l'estació humida quan les collites encara no han madurat.

## Naturalesa de les precipitacions

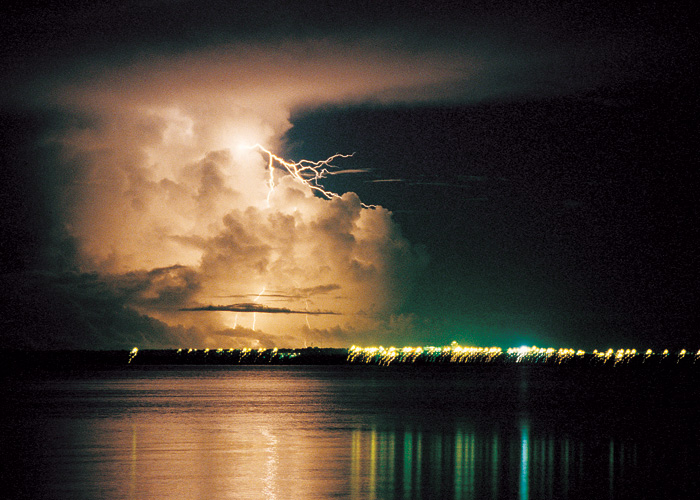
Una tempesta nocturna durant l'estació humida a Darwin (Austràlia)

En zones on les fortes precipitacions s'associen amb un canvi dels vents, l'estació humida es coneix com l'estació del monsó. Molts climes tropicals i subtropicals exhibeixen patrons de precipitació monsònica. La pluja de l'estació humida es deu principalment a l'escalfor diürna, que provoca tempestes de dia dins de masses d'aire humides ja existents; així doncs, la pluja cau sobretot a finals de la tarda i principis del vespre a les regions de sabana i monsó.
Bona part de la precipitació total ocorre durant els minuts inicials, abans que la tempesta maduri cap a la fase estratiforme. La majoria d'indrets només tenen una estació humida, però les regions dels tròpics poden tenir-ne dues, perquè la zona de convergència intertropical pot passar per sobre d'un mateix lloc dues vegades en un mateix any. Tanmateix, com que a les selves tropicals les precipitacions es distribueixen uniformement al llarg de l'any, no tenen una estació humida.

## Regions afectades
Les àrees amb un clima de sabana a l'Àfrica subsahariana, com Ghana, Burkina Faso, Darfur, Eritrea, Etiòpia, i Botswana tenen una estació humida. Zones subtropicals com Florida, el sud i el sud-est de Texas, i el sud de Louisiana també tenen una estació humida. Entre les regions monsòniques hi ha el subcontinent indi, el sud-est asiàtic (incloent-hi Indonèsia i les Filipines), parts del nord d'Austràlia, la Polinèsia, l'Amèrica central, el sud i l'oest de Mèxic, el Sud-oest dels Estats Units, el sud de Guyana, i el nord-est de Brasil.
El nord de Guyana té dues estacions humides: una a principis de primavera, i l'altra a principis d'hivern. A l'Àfrica occidental, hi ha dues estacions de pluges a les regions més meridionals, però només n'hi ha una al nord. Dins del clima mediterrani, la costa oest dels Estats Units, la costa sud-oest d'Austràlia i Sud-àfrica, i la part de la conca del Mediterrani que banya Itàlia, Espanya, Grècia, el Líban, Síria, Algèria, Marroc, Tunísia i Turquia, així com zones situades més a l'interior de l'Àsia occidental com Jordània, el nord d'Iraq i la majoria d'Iran, tenen una estació humida durant els mesos d'hivern. De forma similar, la temporada de pluges al desert de Nègueb a Israel s'estén des de l'octubre fins al maig. A la frontera entre el clima mediterrani i el de monsó hi ha el desert de Sonora, que té dues estacions humides associades amb cada règim climàtic.
L'estació de pluges rep noms diferents arreu del món. Per exemple, a Mèxic es coneix com "l'estació de tempestes". Les Primeres Nacions del nord d'Austràlia també donen noms diferents a cadascuna de les diverses "estacions" curtes al llarg de l'any: l'època humida entre el desembre i el març s'anomena Gudjewg. El significat exacte del mot és objecte de disputa, si bé s'accepta de forma general que està relacionat amb les tempestes, inundacions i creixement de vegetació abundant que s'experimenta durant aquest període.

## Efectes

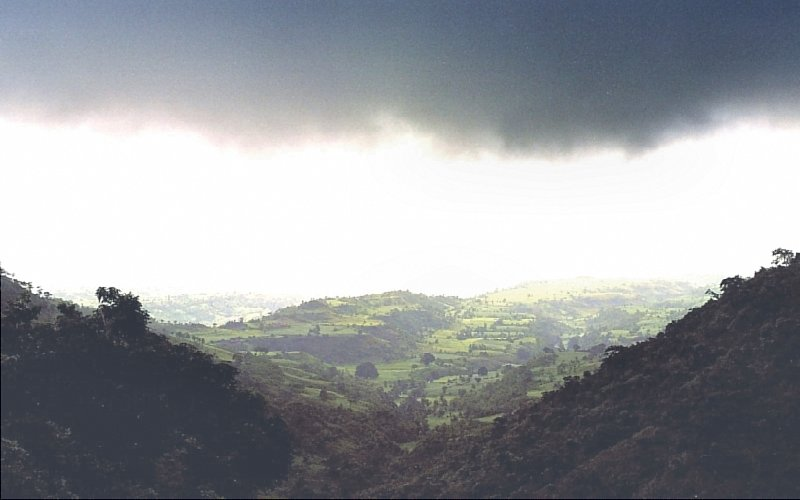
Un monsó a la serralada de Vindhya, al centre de l'Índia

A les zones tropicals, quan arriba el monsó, les temperatures altes diürnes baixen i les baixes durant la nit augmenten, reduint així la variació de temperatura diürna. Durant l'estació humida, una combinació de fortes pluges i, en alguns llocs com Hong Kong, un vent terrestre, millora la qualitat de l'aire.
Al Brasil, l'estació humida es correlaciona amb vents alisis més febles de l'oceà. El nivell de pH de l'aigua es torna més equilibrat a causa de la càrrega dels aqüífers locals durant l'estació humida. L'aigua també s'estova, ja que la concentració de materials dissolts es redueix durant l'època de pluges. L'erosió també augmenta durant els períodes de pluja.
Les rambles que estan seques en altres èpoques de l'any s'omplen d'escorrentia, en alguns casos amb aigua fins a 3 metres. La lixiviació dels sòls durant els períodes de fortes pluges esgota els nutrients. L'escorrentia més alta de les masses terrestres afecta les zones oceàniques properes, que estan més estratificades, o menys mixtes, a causa dels corrents superficials més forts forçats per l'escorrentia de les pluges abundants.

### Inundacions
Les pluges altes poden provocar inundacions generalitzades, que poden provocar esllavissades i colades de fang a les zones muntanyoses. Aquestes inundacions fan que els rius rebentin els seus marges i submergeixin les cases. El riu Ghaggar-Hakra, que només flueix durant la temporada dels monsons de l'Índia, pot inundar-se i danyar greument els cultius locals. Les inundacions es poden agreujar pels incendis que es van produir durant l'estació seca anterior, que fan que els sòls sorrencs o de terra franca esdevinguin hidrofòbics o repel·lents a l'aigua. De diverses maneres, els governs poden ajudar la gent a fer front a les inundacions de l'estació humida. El cartografia de planes inundables identifica quines zones són més propenses a les inundacions.

## Adaptacions

### Humans

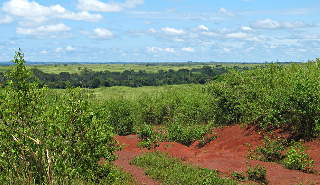
Sabana equatorial a la província oriental del Camerun

L'estació humida és el període principal de creixement de la vegetació dins del règim climàtic de la sabana. Tanmateix, això també significa que l'estació humida és un moment d'escassetat d'aliments abans que els cultius arribin a la seva plena maduresa. Això provoca canvis estacionals per a les persones dels països en desenvolupament, amb una caiguda durant l'estació humida fins al moment de la primera collita. La incidència de la malària augmenta durant els períodes d'alta temperatura i pluges abundants.

### Animals
Les vaques pareixen, o donen a llum, a l'inici de l'estació humida. L'inici de l'època de pluges marca la sortida de la papallona monarca de Mèxic. Les espècies tropicals de papallones mostren marques de punts més grans a les ales per evitar possibles depredadors i són més actives durant l'estació humida que l'estació seca. Dins dels tròpics i les zones més càlides dels subtròpics, la disminució de la salinitat dels aiguamolls propers a la costa a causa de les pluges provoca un augment de la nidificació dels cocodrils. Altres espècies, com el gripau d'Arroyo, desoven en un parell de mesos després de les pluges estacionals. Armadillos i serps de cascavell busquen terrenys més alts.